# Championnats d'Asie d'athlétisme 2025
Navigation
Les 26es championnats d'Asie d'athlétisme se déroulent du 27 au 30 mai 2025 à Gumi, en Corée du Sud.

## Résultats

### Hommes
| Épreuves | Or                                                                             | Or                 | Argent                                                                                                | Argent          | Bronze                                                                           | Bronze          |
| --- | ------------------------------------------------------------------------------ | ------------------ | --- | --------------- | -------------------------------------------------------------------------------- | --------------- |
| 100 m (+0,6 m/s) | Hiroki Yanagita                                                                | 10 s 20            | Puripol Boonson                                                                                       | 10 s 20         | Abdullah Abkar Mohammed                                                          | 10 s 30         |
| 200 m | Towa Uzawa                                                                     | 20.12 CR           | Abdulaziz Abdu Atafi                                                                                  | 20:31           | Animesh Kujur                                                                    | 20:32 NR        |
| 400 m | Ammar Ismail Ibrahim                                                           | 45 s 33            | Kentarō Satō                                                                                          | 45 s 50         | Kalinga Kumarage                                                                 | 45 s 55         |
| 800 m | Ebrahim Alzofairi                                                              | 1:44.59            | Ali Amirian (de)                                                                                      | 1:44.97         | Abubaker Haydar Abdalla                                                          | 1:45.20         |
| 1 500 m | Kazuto Iizawa                                                                  | 3 min 42 s 56      | Lee Jae-ung                                                                                           | 3 min 42 s 79   | Yoonus Shah                                                                      | 3 min 43 s 03   |
| 5 000 m | Gulveer Singh                                                                  | 13:24.77 CR        | Kieran Tuntivate                                                                                      | 13:24.97        | Nagiya Mori                                                                      | 13:25.06        |
| 10 000 m | Gulveer Singh                                                                  | 28 min 38 s 63     | Mebuki Suzuki                                                                                         | 28 min 43 s 84  | Albert Rop                                                                       | 28 min 46 s 82  |
| 110 m haies | Rachid Muratake                                                                | 13.22              | Liu Junxi                                                                                             | 13.31           | Qin Weibo                                                                        | 13.45           |
| 400 m haies | Abderrahman Samba                                                              | 48.00              | Bassem Hemeida                                                                                        | 49.44           | Chung-Wei Lin                                                                    | 49.73           |
| 3 000 m steeple | Avinash Sable                                                                  | 8:20.92            | Yutaro Niinae                                                                                         | 8:24.41         | Zakaria al Alhlami                                                               | 8:27.12         |
| 4 × 100 m | Corée du Sud- Minjun Seo - Joeljin Nwamadi - Lee Jae-seong (de) - Junhyeok Lee | 38.49 CR           | Thaïlande- Natawat Iamudom (de) - Thawatchai Himaiad (de) - Chayut Khongprasit (de) - Puripol Boonson | 38.78           | Hong Kong- Yat Lok Chan - Lee Hong Kit (de) - Chun Ting Kwok - Magnus Johannsson | 39.10           |
| 4 × 400 m | Qatar- Abderrahman Samba - Bassem Hemeida - Hatim Aitoulghazi - Ammar Ibrahim  | 3:03.52            | Inde- Jay Kumar - Dharmveer Choudhary - Vishal Thennarasu Kayalvizhi - Manu Thekkinalil Saji          | 3:03.67         | Chine- Liang Baotang - Zhang Qing - Ailixier Wumaier - Fu Haoran                 | 3:03.73         |
| 20 km marche | Wang Zhaozhao                                                                  | 1 h 20 min 37 s CR | Kento Yoshikawa                                                                                       | 1 h 20 min 46 s | Servin Sebastian                                                                 | 1 h 21 min 14 s |
| Saut à la perche | Ernest John Obiena                                                             | 5.77 m             | Huang Bokai                                                                                           | 5.72 m          | Patsapong Amsamarng                                                              | 5.67 m          |
| Saut en longueur | Shu Heng                                                                       | 8.22 m             | Lin Yu-tang                                                                                           | 8.20 m          | Keito Yamaura                                                                    | 8.08 m          |
| Triple saut | Zhu Yaming                                                                     | 17,06 m            | Praveen Chithravel                                                                                    | 16,90 m         | Yu Gyu-min                                                                       | 16,82 m         |
| Saut en hauteur | Sanghyeok Woo                                                                  | 2.29 m             | Tomohiro Shinno                                                                                       | 2.26 m          | Tawan Kaewkam (de)                                                               | 2.23 m          |
| Lancer du poids | Mohammad Reza Tayyebi (de)                                                     | 20.32 m            | Xing Jialiang                                                                                         | 19.97 m         | Mohammed Tolo                                                                    | 19.92 m         |
| Lancer du disque | Abuduaini Tuergong                                                             | 63.47 m            | Masateru Yugami                                                                                       | 60.38 m         | Irfan Shamsuddin                                                                 | 58.82 m         |
| Lancer du marteau | Wang Qi                                                                        | 74,50 m            | Tatsuto Nakagawa                                                                                      | 71,97 m         | Shota Fukuda                                                                     | 71,89 m         |
| Lancer du javelot | Arshad Nadeem                                                                  | 86.40 m            | Sachin Yadav                                                                                          | 85.16 m         | Yuta Sakiyama (de)                                                               | 83.75 m         |
| Décathlon | Fei Xiang                                                                      | 7 634 pts          | Tejaswin Shankar                                                                                      | 7 618 pts       | Keisuke Okeda                                                                    | 7 602 pts       |
| Records et Performances - AR : Record continental (area record) - CR : Record des championnats (championship record) - MR : Record du meeting (meet record) - NR : Record national (national record) - OR : Record olympique (olympic record) - PR : Record paralympique (paralympic record) - PB : Record personnel (personal best) - SB : Meilleure performance personnelle de la saison (season's best) - WL : Meilleure performance mondiale de l'année (world leader) - WJR : Record du monde junior (world junior record) - WR : Record du monde (world record) |                                                                                |                    | |                 |                                                                                  |                 |

### Femmes
| Épreuves | Or                                                                      | Or                 | Argent                                                                                           | Argent         | Bronze                                                                                                 | Bronze          |
| --- | ----------------------------------------------------------------------- | ------------------ | ------------------------------------------------------------------------------------------------ | -------------- | --- | --------------- |
| 100 m (-0,1 m/s) | Liang Xiaojing                                                          | 11 s 37            | Shanti Pereira                                                                                   | 11 s 41        | Thra Thi Nhi Yen                                                                                       | 11 s 54         |
| 200 m | Chen Yujie                                                              | 22.97              | Shanti Pereira                                                                                   | 22.98          | Li Yuting                                                                                              | 23.23           |
| 400 m | Nanako Matsumoto                                                        | 52 s 17            | Rupal Chaudhary                                                                                  | 52 s 68        | Jonbibi Hukmova                                                                                        | 52 s 79         |
| 800 m | Nanako Matsumoto (de)                                                   | 52.17 CR           | Rupal Chaudhary                                                                                  | 52.68          | Jonbibi Hukmova                                                                                        | 52.79           |
| 1 500 m | Li Chunhui                                                              | 4 min 10 s 58      | Pooja Pooja                                                                                      | 4 min 10 s 83  | Tomoka Kimura                                                                                          | 4 min 11 s 56   |
| 5 000 m | Norah Jeruto Tanui                                                      | 14:58.71 CR        | Parul Chaudhary                                                                                  | 15:15.33       | Yuma Yamamoto                                                                                          | 15:16.86        |
| 10 000 m | Daisy Jepkemei                                                          | 30:48.44           | Ririka Hironaka                                                                                  | 30:56.32       | Mikuni Yada (jp)                                                                                       | 31:12.21        |
| 100 m haies | Jyothi Yarraji                                                          | 12.96              | Yumi Tanaka                                                                                      | 13.07 [.061]   | Wu Yanni                                                                                               | 13.07 [.068]    |
| 400 m haies | Mo Jiadie                                                               | 55.31              | Kemi Adekoya                                                                                     | 55.32          | Vithya Ramraj                                                                                          | 56:46           |
| 3 000 m steeple | Norah Jeruto                                                            | 9:10.46 CR         | Parul Chaudhary                                                                                  | 9:12.46 NR     | Daisy Jepkemei                                                                                         | 9:27.51         |
| 4 × 100 m | Chine- Chen Yujie - Li Yuting - Zhu Junying - Liang Xiaojing            | 43.28              | Inde- Abinaya Rajarajan - Sneha Sathyanarayana Shanuvalli - Nithya Gandhe - Srabani Nanda        | 43.86          | Thaïlande- Jirapat Khanonta - Supanich Poolkerd - Sukanda Petraksa (de) - Athicha Phetkun (de)         | 44.26           |
| 4 × 400 m | Inde- Jisna Mathew - Rupal Chaudhary - Rajitha Kunja - Subha Venkatesan | 3:34.18            | Viêt Nam- Thi Ngoc Nguyen (de) - Nguyen Thi Hang (de) - Quách Thị Lan - Hoang Thi Minh Hanh (de) | 3:34.77        | Sri Lanka- Nadeesha Ramanayaka - Lakshima Mendis (de) - Jayeshi Uththara (de) - Harshani Fernando (de) | 3:36.67         |
| 20 km marche | Yin Hang                                                                | 1 h 30 min 44 s CR | Ma Li                                                                                            | 1 h 32 min 8 s | Yasmina Toxanbayeva                                                                                    | 1 h 32 min 22 s |
| Saut en hauteur | Pooja Singh                                                             | 1.89 m             | Safina Sadullayeva Yelizaveta Matveyeva                                                          | 1.86 m         | non attribué                                                                                           | non attribué    |
| Saut à la perche | Niu Chunge                                                              | 4,48 m             | Xu Huiqin                                                                                        | 4,23 m         | Misaki Morota                                                                                          | 4,13 m          |
| Saut en longueur | Reyhaneh Mobini Arani (de)                                              | 6.40 m             | Ancy Sojan                                                                                       | 6.33 m         | Shaili Singh                                                                                           | 6.30 m          |
| Triple saut | Li Yi                                                                   | 13,80 m            | Sharifa Davronova                                                                                | 13,74 m        | Mariko Morimoto                                                                                        | 13,65 m         |
| Lancer du poids | Ma Yue                                                                  | 18.26 m            | Song Jiayuan                                                                                     | 17.78 m        | Ching Yuan Chiang                                                                                      | 17.42 m         |
| Lancer du disque | Feng Bin                                                                | 61.90 m            | Subenrat Insaeng                                                                                 | 57.68 m        | Nanaka Kori                                                                                            | 56.48 m         |
| Lancer du marteau | Ji Li                                                                   | 72,98 m            | Li Jiangyan                                                                                      | 69,13 m        | Ya Chien Yu                                                                                            | 64,25 m         |
| Lancer du javelot | Su Lingdan                                                              | 63,29 m            | Momone Ueda                                                                                      | 59,39 m        | Sae Takemoto                                                                                           | 58,94 m         |
| Heptathlon | Nandini Agasara                                                         | 5941 pts           | Liu Jingyi (de)                                                                                  | 5869 pts       | Chen Tsai-chuan (de)                                                                                   | 5608 pts        |
| Records et Performances - AR : Record continental (area record) - CR : Record des championnats (championship record) - MR : Record du meeting (meet record) - NR : Record national (national record) - OR : Record olympique (olympic record) - PR : Record paralympique (paralympic record) - PB : Record personnel (personal best) - SB : Meilleure performance personnelle de la saison (season's best) - WL : Meilleure performance mondiale de l'année (world leader) - WJR : Record du monde junior (world junior record) - WR : Record du monde (world record) |                                                                         |                    |                                                                                                  |                | |                 |

### Mixte
| Épreuves        | Or                                                                                     | Argent                                                                                 | Bronze                                                                                           |
| --------------- | -------------------------------------------------------------------------------------- | -------------------------------------------------------------------------------------- | ------------------------------------------------------------------------------------------------ |
| 4 × 400 m mixte | Inde- Santosh Kumar - Rupal Rupal - Vishal Thennarasu - Subha Venkatesan 3 min 18 s 12 | Chine- Liang Baotang - Wu Hongjiao - Ailixier Wumaier - Liu Yinglan 3 min 20 s 52 (SB) | Sri Lanka- Sadew Wimansa - Sayuri Lakshima - Kalinga Kumarage - Nishendra Harshani 3 min 21 s 95 |

## Tableau des médailles[2]
- Pays organisateur (Corée du Sud)

| Rang  | Nation          | Or | Argent | Bronze | Total |
| ----- | --------------- | -- | ------ | ------ | ----- |
| 1     | Chine           | 19 | 9      | 4      | 32    |
| 2     | Inde            | 8  | 10     | 6      | 24    |
| 3     | Japon           | 5  | 11     | 12     | 28    |
| 4     | Kazakhstan      | 3  | 1      | 2      | 6     |
| 4     | Qatar           | 3  | 1      | 2      | 6     |
| 6     | Corée du Sud    | 2  | 1      | 1      | 4     |
| 7     | Iran            | 2  | 1      | 0      | 3     |
| 8     | Koweït          | 1  | 0      | 0      | 1     |
| 8     | Pakistan        | 1  | 0      | 0      | 1     |
| 8     | Philippines     | 1  | 0      | 0      | 1     |
| 11    | Thaïlande       | 0  | 4      | 3      | 7     |
| 12    | Ouzbékistan     | 0  | 2      | 1      | 3     |
| 13    | Singapour       | 0  | 2      | 0      | 2     |
| 14    | Taipei chinois  | 0  | 1      | 4      | 5     |
| 15    | Arabie saoudite | 0  | 1      | 2      | 3     |
| 16    | Bahreïn         | 0  | 1      | 1      | 2     |
| 16    | Viêt Nam        | 0  | 1      | 1      | 2     |
| 18    | Sri Lanka       | 0  | 0      | 3      | 3     |
| 19    | Hong Kong       | 0  | 0      | 1      | 1     |
| 19    | Malaisie        | 0  | 0      | 1      | 1     |
| Total | Total           | 45 | 46     | 44     | 135   |